# Gabare, Vrața
Gabare (în bulgară Габаре) este un sat în comuna Beala Slatina, regiunea Vrața,  Bulgaria. 

## Demografie
Componența etnică a satului Gabare
     Romi (5,18%)
     Bulgari (94,09%)
     Nicio identificare (0,72%)
     Altele (0,45%)
La recensământul din 2011, populația satului Gabare era de 1.100 locuitori. Din punct de vedere etnic, majoritatea locuitorilor (94,09%) erau bulgari, cu o minoritate de romi (5,18%). Pentru 0,72% din locuitori nu este cunoscută apartenența etnică.